# Uranotaenia propinqua
Uranotaenia propinqua är en tvåvingeart som först beskrevs av Mattingly 1970.  Uranotaenia propinqua ingår i släktet Uranotaenia och familjen stickmyggor. Inga underarter finns listade i Catalogue of Life.